# Heggenes
Heggenes este o localitate situată în partea central-sudică a  Norvegiei, în comuna Øystre Slidre din provincia Innlandet. Are o suprafață de 1,11 km² și o populație de 275 locuitori (2021). Până la data de 1.1.2020 a aparținut provinciei Oppland.